# Liste der Stolpersteine in Karlstadt
Die Liste der Stolpersteine in Karlstadt enthält die Stolpersteine die vom Künstler Gunter Demnig in Karlstadt verlegt worden sind. Stolpersteine erinnern an das Schicksal der Menschen, die von den Nationalsozialisten ermordet, deportiert, vertrieben oder in den Suizid getrieben wurden. Die Stolpersteine wurden von Gunter Demnig konzipiert und verlegt. Sie liegen im Regelfall vor dem letzten selbstgewählten Wohnsitz des Opfers.
In den zu Karlstadt gehörenden Stadtteilen Karlstadt (18. März 2009), Laudenbach (18. März 2009 und 28. September 2009) und Wiesenfeld (23. Januar 2010) im bayerischen Bezirk Unterfranken sind insgesamt 51 Stolpersteine an folgenden Adressen installiert:

## Verlegte Stolpersteine

### Karlstadt
Im Ortsteil Karlstadt wurden sieben Stolpersteine an vier Adressen verlegt.
| Stolperstein | Inschrift                                                                                            | Verlegeort            | Name, Leben                                                                               |
| ------------ | --- | --------------------- | ----------------------------------------------------------------------------------------- |
|              | HIER WOHNTE META BAMBERGER GEB. STRAUSS JG. 1909 DEPORTIERT 1941 RIGA ERMORDET 27.11.1941            | Hauptstraße 26 ·      | Meta Bamberger, geborene Strauss, Jg. 1909 deportiert 1941 Riga ermordet 27.11.1941       |
|              | HIER WOHNTE SIEGFRIED BAMBERGER JG. 1896 DEPORTIERT 1941 RIGA ERMORDET 27.11.1941                    | Hauptstraße 26 ·      | Siegfried Bamberger, Jg. 1896 deportiert 1941 Riga ermordet 27.11.1941                    |
|              | HIER WOHNTE PAULA BERMANN GEB. SIEGEL JG. 1890 DEPORTIERT 1942 ERMORDET IN THERESIENSTADT            | Laudenbacher Weg 22 · | Paula Bermann, geborene Siegel (1890–1942/45)                                             |
|              | HIER WOHNTE IDA FREUDENBERGER GEB. HÖBEL JG. 1881 DEPORTIERT 1942 ERMORDET 1943 IN AUSCHWITZ         | Ringstraße 18 ·       | Ida Freudenberger, geb. Höbel, Jg. 1881, deportiert 1942, ermordet 1943 in Auschwitz.     |
|              | HIER WOHNTE ISRAEL ROSENBAUM JG. 1873 DEPORTIERT 1941 THERESIENSTADT ERMORDET 24.4.1943              | Kirchplatz 7 ·        | Israel Rosenbaum (1873–1943)                                                              |
|              | HIER WOHNTE BERTHA STRAUSS GEB. SILBERMANN JG. 1872 DEPORTIERT 1942 THERESIENSTADT ERMORDET 9.1.1943 | Hauptstraße 26 ·      | Bertha Strauss, geb. Silbermann Jg. 1872 deportiert 1942 Theresienstadt ermordet 9.1.1943 |
|              | HIER WOHNTE MOSES STRAUSS JG. 1868 DEPORTIERT 1942 THERESIENSTADT ERMORDET 29.5.1943                 | Hauptstraße 26 ·      | Moses Strauss, Jg. 1868 deportiert 1942 Theresienstadt ermordet 29.5.1943                 |

### Laudenbach
Im Ortsteil Laudenbach wurden 24 Stolpersteine an 14 Adressen verlegt.
| Stolperstein | Inschrift                                                                                                   | Verlegeort                      | Name, Leben                                    |
| --- | --- | ------------------------------- | ---------------------------------------------- |
| Bild gesucht Die Wikipedia wünscht sich an dieser Stelle ein Bild vom hier behandelten Ort. Weitere Infos zum Motiv findest du vielleicht auf der Diskussionsseite . Falls du dabei helfen möchtest, erklärt die Anleitung , wie das geht. BW | | Mühlbacher Straße 12 ·          | Else Adler                                     |
| Bild gesucht Die Wikipedia wünscht sich an dieser Stelle ein Bild vom hier behandelten Ort. Weitere Infos zum Motiv findest du vielleicht auf der Diskussionsseite . Falls du dabei helfen möchtest, erklärt die Anleitung , wie das geht. BW | | Mühlbacher Straße 12 ·          | Manfred Adler                                  |
| Bild gesucht Die Wikipedia wünscht sich an dieser Stelle ein Bild vom hier behandelten Ort. Weitere Infos zum Motiv findest du vielleicht auf der Diskussionsseite . Falls du dabei helfen möchtest, erklärt die Anleitung , wie das geht. BW | HIER WOHNTE ISAAK ADLER JG. 1867 DEPORTIERT 1942 THERESIENSTADT ERMORDET 27.2.1943                          | Brunngrabenweg 8 ·              | Isaak Adler (1867–1943)                        |
| Bild gesucht Die Wikipedia wünscht sich an dieser Stelle ein Bild vom hier behandelten Ort. Weitere Infos zum Motiv findest du vielleicht auf der Diskussionsseite . Falls du dabei helfen möchtest, erklärt die Anleitung , wie das geht. BW | HIER WOHNTE JEANETTE ADLER GEB. HAMBURGER JG. 1869 DEPORTIERT 1942 THERESIENSTADT ERMORDET 18.2.1943        | Brunngrabenweg 8 ·              | Jeanette Adler, geborene Hamburger (1869–1943) |
| Bild gesucht Die Wikipedia wünscht sich an dieser Stelle ein Bild vom hier behandelten Ort. Weitere Infos zum Motiv findest du vielleicht auf der Diskussionsseite . Falls du dabei helfen möchtest, erklärt die Anleitung , wie das geht. BW | | Bandwörthstraße 4 ·             | Frieda Berney                                  |
| Bild gesucht Die Wikipedia wünscht sich an dieser Stelle ein Bild vom hier behandelten Ort. Weitere Infos zum Motiv findest du vielleicht auf der Diskussionsseite . Falls du dabei helfen möchtest, erklärt die Anleitung , wie das geht. BW | | Mühlecke 5 ·                    | Hannchen Berney                                |
| Bild gesucht Die Wikipedia wünscht sich an dieser Stelle ein Bild vom hier behandelten Ort. Weitere Infos zum Motiv findest du vielleicht auf der Diskussionsseite . Falls du dabei helfen möchtest, erklärt die Anleitung , wie das geht. BW | | Mühlecke 5 ·                    | Julius Berney                                  |
| | HIER WOHNTE IDA BIRK GEB. FRANK JG. 1858 GEDEMÜTIGT / ENTRECHTET ISRAELITISCHES PFRÜNDNERHAUS TOT 24.1.1941 | Mühlbacher Straße 13 Laudenbach | Ida Birk, geborene Frank (1858–1941)           |
| | HIER WOHNTE MOSES BIRK JG. 1868 DEPORTIERT 1942 THERESIENSTADT ERMORDET 25.12.1942                          | Mühlbacher Straße 13 Laudenbach | Moses Birk (1868–1942)                         |
| Bild gesucht Die Wikipedia wünscht sich an dieser Stelle ein Bild vom hier behandelten Ort. Weitere Infos zum Motiv findest du vielleicht auf der Diskussionsseite . Falls du dabei helfen möchtest, erklärt die Anleitung , wie das geht. BW | | Brunngrabenweg 4 ·              | Karl Frank                                     |
| Bild gesucht Die Wikipedia wünscht sich an dieser Stelle ein Bild vom hier behandelten Ort. Weitere Infos zum Motiv findest du vielleicht auf der Diskussionsseite . Falls du dabei helfen möchtest, erklärt die Anleitung , wie das geht. BW | | Brunngrabenweg 4 ·              | Lothar Frank                                   |
| Bild gesucht Die Wikipedia wünscht sich an dieser Stelle ein Bild vom hier behandelten Ort. Weitere Infos zum Motiv findest du vielleicht auf der Diskussionsseite . Falls du dabei helfen möchtest, erklärt die Anleitung , wie das geht. BW | | Brunngrabenweg 4 ·              | Rosa Frank                                     |
| Bild gesucht Die Wikipedia wünscht sich an dieser Stelle ein Bild vom hier behandelten Ort. Weitere Infos zum Motiv findest du vielleicht auf der Diskussionsseite . Falls du dabei helfen möchtest, erklärt die Anleitung , wie das geht. BW | | Rathausstraße 24 ·              | Thea Frank                                     |
| Bild gesucht Die Wikipedia wünscht sich an dieser Stelle ein Bild vom hier behandelten Ort. Weitere Infos zum Motiv findest du vielleicht auf der Diskussionsseite . Falls du dabei helfen möchtest, erklärt die Anleitung , wie das geht. BW | | Brunngrabenweg 4 ·              | Wolf Frank                                     |
| Bild gesucht Die Wikipedia wünscht sich an dieser Stelle ein Bild vom hier behandelten Ort. Weitere Infos zum Motiv findest du vielleicht auf der Diskussionsseite . Falls du dabei helfen möchtest, erklärt die Anleitung , wie das geht. BW | | Mühlbacher Straße 3 ·           | Ricka Hirsch                                   |
| Bild gesucht Die Wikipedia wünscht sich an dieser Stelle ein Bild vom hier behandelten Ort. Weitere Infos zum Motiv findest du vielleicht auf der Diskussionsseite . Falls du dabei helfen möchtest, erklärt die Anleitung , wie das geht. BW | | Rathausstraße 6 ·               | Elli Hirsch                                    |
| Bild gesucht Die Wikipedia wünscht sich an dieser Stelle ein Bild vom hier behandelten Ort. Weitere Infos zum Motiv findest du vielleicht auf der Diskussionsseite . Falls du dabei helfen möchtest, erklärt die Anleitung , wie das geht. BW | | Rathausstraße 10 ·              | Jakob Hirschenberger                           |
| Bild gesucht Die Wikipedia wünscht sich an dieser Stelle ein Bild vom hier behandelten Ort. Weitere Infos zum Motiv findest du vielleicht auf der Diskussionsseite . Falls du dabei helfen möchtest, erklärt die Anleitung , wie das geht. BW | | Rathausstraße 10 ·              | Lina Hirschenberger                            |
| Bild gesucht Die Wikipedia wünscht sich an dieser Stelle ein Bild vom hier behandelten Ort. Weitere Infos zum Motiv findest du vielleicht auf der Diskussionsseite . Falls du dabei helfen möchtest, erklärt die Anleitung , wie das geht. BW | | Rathausstraße 19 ·              | Babette Höbel                                  |
| | HIER WOHNTE HELENE KAUFMANN GEB. WORMS JG. 1859 DEPORTIERT 1942 THERESIENSTADT ERMORDET 13.11.1942          | Himmelstadter Straße 1 ·        | Helene Kaufmann geb. Worms (1859–1942)         |
| Bild gesucht Die Wikipedia wünscht sich an dieser Stelle ein Bild vom hier behandelten Ort. Weitere Infos zum Motiv findest du vielleicht auf der Diskussionsseite . Falls du dabei helfen möchtest, erklärt die Anleitung , wie das geht. BW | | Rathausstraße 1 ·               | Leopold Rothschild                             |
| Bild gesucht Die Wikipedia wünscht sich an dieser Stelle ein Bild vom hier behandelten Ort. Weitere Infos zum Motiv findest du vielleicht auf der Diskussionsseite . Falls du dabei helfen möchtest, erklärt die Anleitung , wie das geht. BW | | Rathausstraße 1 ·               | Nanni Rothschild                               |
| Bild gesucht Die Wikipedia wünscht sich an dieser Stelle ein Bild vom hier behandelten Ort. Weitere Infos zum Motiv findest du vielleicht auf der Diskussionsseite . Falls du dabei helfen möchtest, erklärt die Anleitung , wie das geht. BW | | Mühlbacher Straße 17 ·          | Aron Siegel                                    |
| Bild gesucht Die Wikipedia wünscht sich an dieser Stelle ein Bild vom hier behandelten Ort. Weitere Infos zum Motiv findest du vielleicht auf der Diskussionsseite . Falls du dabei helfen möchtest, erklärt die Anleitung , wie das geht. BW | | Mühlbacher Straße 17 ·          | Hedwig Siegel                                  |

### Wiesenfeld
Im Ortsteil Wiesenfeld wurden 22 Stolpersteine an neun Adressen verlegt.
| Stolperstein | Inschrift                                                                                               | Verlegeort              | Name, Leben                                  |
| --- | --- | ----------------------- | -------------------------------------------- |
| | HIER WOHNTE ARTHUR BAMBERGER JG. 1925 DEPORTIERT 1942 ERMORDET IN BELZEC                                | Lohrer Straße 4 ·       | Arthur Bamberger (1925–1942)                 |
| | HIER WOHNTE DAVID BAMBERGER JG. 1889 DEPORTIERT 1942 ERMORDET IN BELZEC                                 | Lohrer Straße 4 ·       | David Bamberger (1925–1942)                  |
| | HIER WOHNTE JETTE BAMBERGER GEB. RING JG. 1895 DEPORTIERT 1942 ERMORDET IN BELZEC                       | Lohrer Straße 4 ·       | Jette Bamberger (1895–1942)                  |
| | HIER WOHNTE ERNESTINE BAUM JG. 1881 DEPORTIERT 1942 ERMORDET IN BELZEC                                  | Karlstadter Straße 16 · | Ernestine Baum (1881–1942)                   |
| | HIER WOHNTE MAX BAUM JG. 1879 DEPORTIERT 1942 ERMORDET IN BELZEC                                        | Karlstadter Straße 16 · | Max Baum (1879–1942)                         |
| | HIER WOHNTE MOSES BAUM JG. 1892 DEPORTIERT 1942 ERMORDET IN BELZEC                                      | Karlstadter Straße 16 · | Moses Baum (1892–1942)                       |
| | HIER WOHNTE BERNHARD BAUMANN JG. 1892 DEPORTIERT 1942 ERMORDET IN BELZEC                                | Kirchberg 2 ·           | Bernhard Baumann (1892–1942)                 |
| | HIER WOHNTE JULIUS BAUMANN JG. 1894 DEPORTIERT 1942 ERMORDET IN BELZEC                                  | Kirchberg 2 ·           | Julius Baumann (1894–1942)                   |
| | HIER WOHNTE MARGA BAUMANN JG. 1924 DEPORTIERT 1942 ERMORDET IN BELZEC                                   | Kirchberg 2 ·           | Marga Baumann (1924–1942)                    |
| | HIER WOHNTE SELMA BAUMANN GEB. LANGGUT JG. 1894 DEPORTIERT 1942 ERMORDET IN BELZEC                      | Kirchberg 2 ·           | Selma Baumann (1892–1942)                    |
| | HIER WOHNTE IDA HANAUER JG. 1917 DEPORTIERT 1942 ERMORDET IN BELZEC                                     | Lohrer Straße 2 ·       | Ida Hanauer (1917–1942)                      |
| | HIER WOHNTE MOSES HANAUER JG. 1892 DEPORTIERT 1942 THERESIENSTADT ERMORDET 10.2.1943                    | Eckartshofer Straße 7 · | Moses Hanauer (1892–1943)                    |
| | HIER WOHNTE PAULINE HANAUER GEB. STEINHEIMER JG. 1874 DEPORTIERT 1942 THERESIENSTADT ERMORDET 25.1.1943 | Eckartshofer Straße 7 · | Pauline Hanauer geb. Steinheimer (1874–1943) |
| | HIER WOHNTE PHILIPP HANAUER JG. 1883 DEPORTIERT 1942 ERMORDET IN BELZEC                                 | Lohrer Straße 2 ·       | Philipp Hanauer (1883–1942)                  |
| | | Eckartshofer Straße 7 · | Rosa Hanauer                                 |
| | HIER WOHNTE SALI HANAUER GEB. DILLENBERGER JG. 1887 DEPORTIERT 1942 ERMORDET IN BELZEC                  | Lohrer Straße 2 ·       | Sali Hanauer geb. Dillenberger (1887–1942)   |
| | HIER WOHNTE MINA KAHN JG. 1892 DEPORTIERT 1942 ERMORDET IN BELZEC                                       | Kirchberg 4 ·           | Mina Kahn (1892–1942)                        |
| Bild gesucht Die Wikipedia wünscht sich an dieser Stelle ein Bild vom hier behandelten Ort. Weitere Infos zum Motiv findest du vielleicht auf der Diskussionsseite . Falls du dabei helfen möchtest, erklärt die Anleitung , wie das geht. BW | | Lohrer Straße 5 ·       | Emilie Rosenberger                           |
| | HIER WOHNTE BERTHA STEIGERWALD JG. 1923 DEPORTIERT 1942 ERMORDET IN BELZEC                              | Kirchberg 6 ·           | Bertha Steigerwald (1923–1942)               |
| Bild gesucht Die Wikipedia wünscht sich an dieser Stelle ein Bild vom hier behandelten Ort. Weitere Infos zum Motiv findest du vielleicht auf der Diskussionsseite . Falls du dabei helfen möchtest, erklärt die Anleitung , wie das geht. BW | | Schätzleinsgasse 1 ·    | Flora Stern                                  |
| Bild gesucht Die Wikipedia wünscht sich an dieser Stelle ein Bild vom hier behandelten Ort. Weitere Infos zum Motiv findest du vielleicht auf der Diskussionsseite . Falls du dabei helfen möchtest, erklärt die Anleitung , wie das geht. BW | | Schätzleinsgasse 1 ·    | Heinemann Stern                              |
| Bild gesucht Die Wikipedia wünscht sich an dieser Stelle ein Bild vom hier behandelten Ort. Weitere Infos zum Motiv findest du vielleicht auf der Diskussionsseite . Falls du dabei helfen möchtest, erklärt die Anleitung , wie das geht. BW | | Schätzleinsgasse 1 ·    | Mathilde Stern                               |

## Verlegedaten
- 18. März 2009: Stadtteil Karlstadt (alle Adressen), Stadtteil Laudenbach (Brunngrabenweg 4 und 8, Mühlecke 5, Rathausstraße 10)
- 28. September 2009: Stadtteil Laudenbach (Bandwörthstraße 4, Himmelstadter Straße 1, Mühlbacher Straße 3, 12 und 17, Rathausstraße 1, 6, 19 und 24)
- 23. Januar 2010: Stadtteil Wiesenfeld (alle Adressen)
- 23. September 2022: Stadtteil Laudenbach (Mühlbacher Straße 13)